# Tsagaan Sar

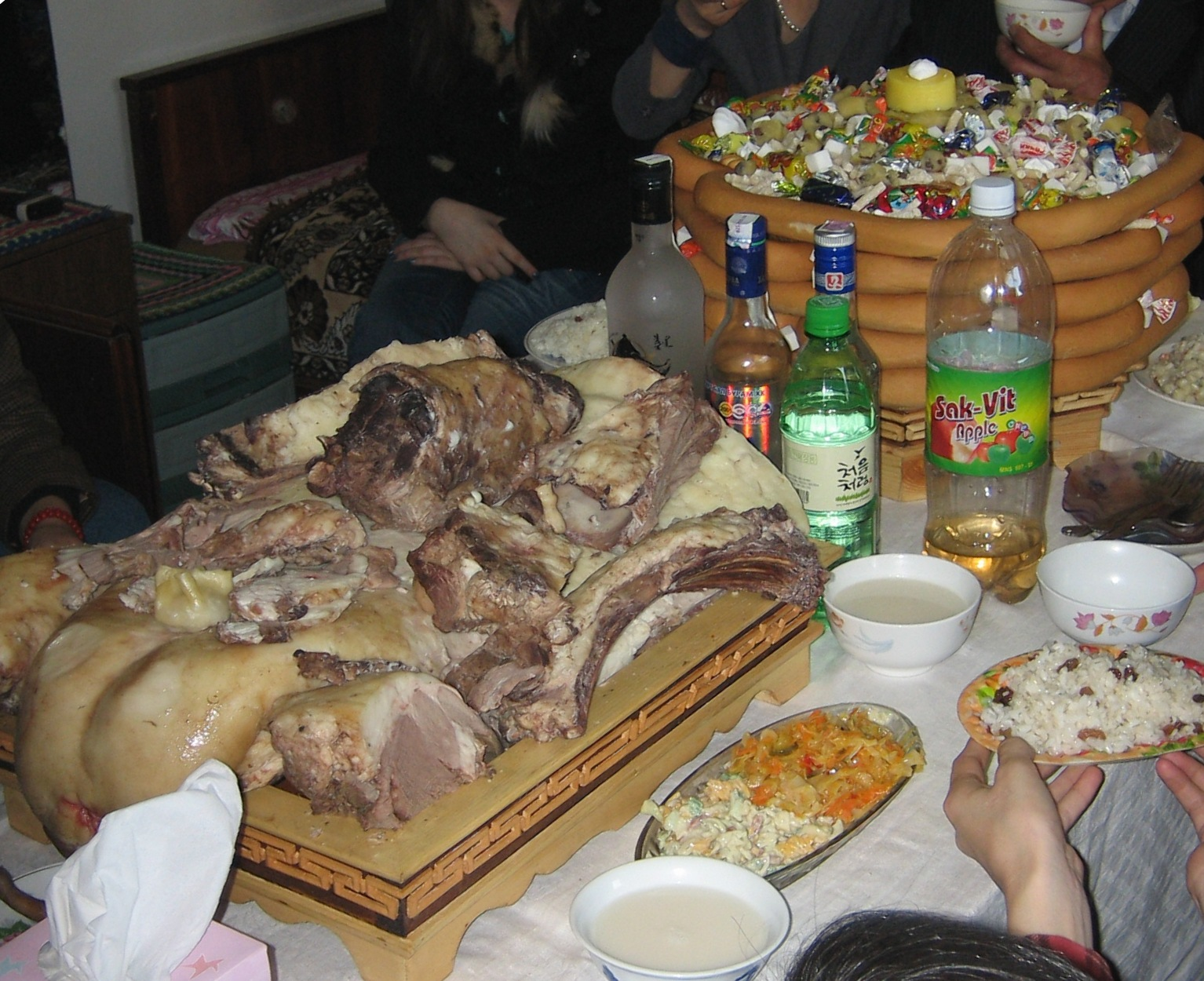
Banquete del Tsagaan Sar.

Tsagaan Sar (Цагаан сар / ᠴᠠᠭᠠᠨ ᠰᠠᠷᠠ, luna blanca o mes blanco) es la fiesta lunisolar del Año Nuevo en Mongolia. 
Es celebrada a veces en la misma fecha que el Año Nuevo chino (otras veces en el mes lunar siguiente). Sin embargo, Tsagaan Sar tiene más nexos culturales con el Año Nuevo Tibetano (Losar) que con el Año Nuevo chino. Esta fiesta se celebra originalmente en el otoño, y además de festejarla los mongoles, lo hacen también algunos pueblos túrquicos. Tiene influencias chamánicas.

## Calendario
La fiesta de la Luna Blanca se celebra del primer al tercer día del primer mes lunar, tras el solsticio de invierno. En 2010, Tsagaan Sar se celebró el 14 de febrero. Esta fiesta es una de las más importantes en Mongolia.

## Ceremonias
Las costumbres del Tsagaan Sar son muy diferentes según la región. En Mongolia, en torno al Año Nuevo, por ejemplo, las familias queman velas en el altar que simbolizan la iluminación budista. También la gente se congratula con saludos específicos de las fiestas, como Амар байна уу? (Amar baina uu?), que significa "¿Vives en paz?"
Los mongoles también visitan a amigos y familiares en este día e intercambian regalos. Una familia mongola típica se reunirá en la vivienda del mayor de la familia. Muchas personas irán ataviadas con el traje nacional mongol. Al saludar a sus mayores durante la fiesta de la Luna Blanca, los mongoles realizan el saludo zolgoj, agarrándolos por los codos para mostrarles su apoyo. El mayor recibe el saludo de todos los miembros de la familia, excepto de su cónyuge. Durante la ceremonia de saludo, los miembros de la familia sostienen largos paños de seda, típicamente azules, llamados jadag. Tras la ceremonia, la familia extensa come rabo de oveja, cordero, arroz con cuajada, productos lácteos y buuz. También es típico beber airag e intercambiar regalos. Antes del día, muchos mongoles tienen que limpiar sus casas.